# Vénus et l'Amour (Spranger)
Pour les articles homonymes, voir Vénus et l'Amour.
Vénus et l'Amour – ou La Vengeance de Vénus – est un tableau réalisé par le peintre flamand Bartholomeus Spranger vers 1590-1600. De format vertical, cette huile sur bois est une peinture mythologique qui représente Vénus désignant à Cupidon le char d'Apollon, visible dans le ciel par une fenêtre. Seins nus, la déesse incite son fils à décocher sa prochaine flèche vers celui qui a révélé aux autres dieux de l'Olympe son adultère avec Mars au détriment de Vulcain. Don d'Alfred Chalmel en 1882, l'œuvre est conservée au musée des Beaux-Arts et d'Archéologie de Troyes, à Troyes, dans l'Aube, en France.